# رون باركلي
رون باركلي (بالإنجليزية: Ron Barclay)‏ هو سياسي نيوزلندي، ولد في 2 سبتمبر 1914 في نيوزيلندا، وتوفي في 29 أبريل 2003 في نيوزيلندا. حزبياً، نشط في حزب العمال النيوزيلندي. وقد انتخب عضو مجلس النواب نيوزيلندا.